# Ana Ciceală
Ana Ciceală (n. 1984, Craiova) este o politiciană și activistă civică din România, cunoscută pentru activitatea sa în administrația publică a municipiului București și pentru implicarea în probleme de urbanism și protecția mediului. A fost consilieră generală a Capitalei între 2016 și 2024 și, din 2025, este candidatul SENS la funcția de primar general al Capitalei, cu sprijinul URS.PDF.

## Activitate politică
Ana Ciceală a fost consilier general al Municipiului București între 2016–2024, perioadă în care s-a remarcat prin implicarea în promovarea transparenței administrative, protecția mediului și inițiative de urbanism responsabil.
A fost membra fondatoare a Uniunii Salvați România, candidând în 2020 la Primăria Sectorului 3, unde a militat pentru protejarea spațiilor verzi și combaterea poluării. 
A depus plângeri penale împotriva primarului Robert Negoiță pentru presupuse încălcări legislative în gestionarea stației de sortare Cățelu, și a atras atenția asupra contractelor municipale opace și a managementului urban deficitar.
Una dintre realizările notabile ale Anei Ciceală ca membră a Consiliului General al Municipiului București a fost inițierea și coordonarea demersului juridic prin care a contestat înființarea celor 20 de companii municipale sub mandatul primarului Gabriela Firea. Acțiunea a vizat ilegalitatea modului de adoptare a hotărârilor de consiliu ce au stat la baza creării acestor companii și a culminat cu o hotărâre definitivă a Curții de Apel București, care a anulat înființarea structurilor respective din cauza neîndeplinirii cerințelor legale privind votul necesar.
A fost puternic prezentă și în zona temelor ce țin de drepturile femeilor în politică, sancționând public și solicitând măsuri împotriva limbajului agresiv sau ofensator la adresa consilierelor locale.
În 2019 și 2021, presa a relatat despre acuzații aduse Anei Ciceală cu privire la o societate comercială administrată de aceasta, suspectată de tăieri masive de păduri în zona Siriu. Ciceală a respins public orice implicare în activități ilegale, afimând că acuzațiile au fost lansate din interese politice.
În 2025, Ciceală și-a lansat candidatura la Primăria Capitalei, fiind susținută oficial de partidele SENS și URS.PDF.